# قوة العمل المشتركة الموحدة في القرن الإفريقي
قوة العمل المشتركة الموحدة في القرن الأفريقي (CJTF-HOA) هي فرقة عمل مشتركة من القيادة العسكرية الأميركية في إفريقيا (AFRICOM). وقد نشأت الفرقة تحت عملية الحرية الدائمة – القرن الإفريقي (OEF-HOA) كجزء من استجابة الولايات المتحدة لأحداث هجمات 11 سبتمبر 2001.

## نظرة عامة

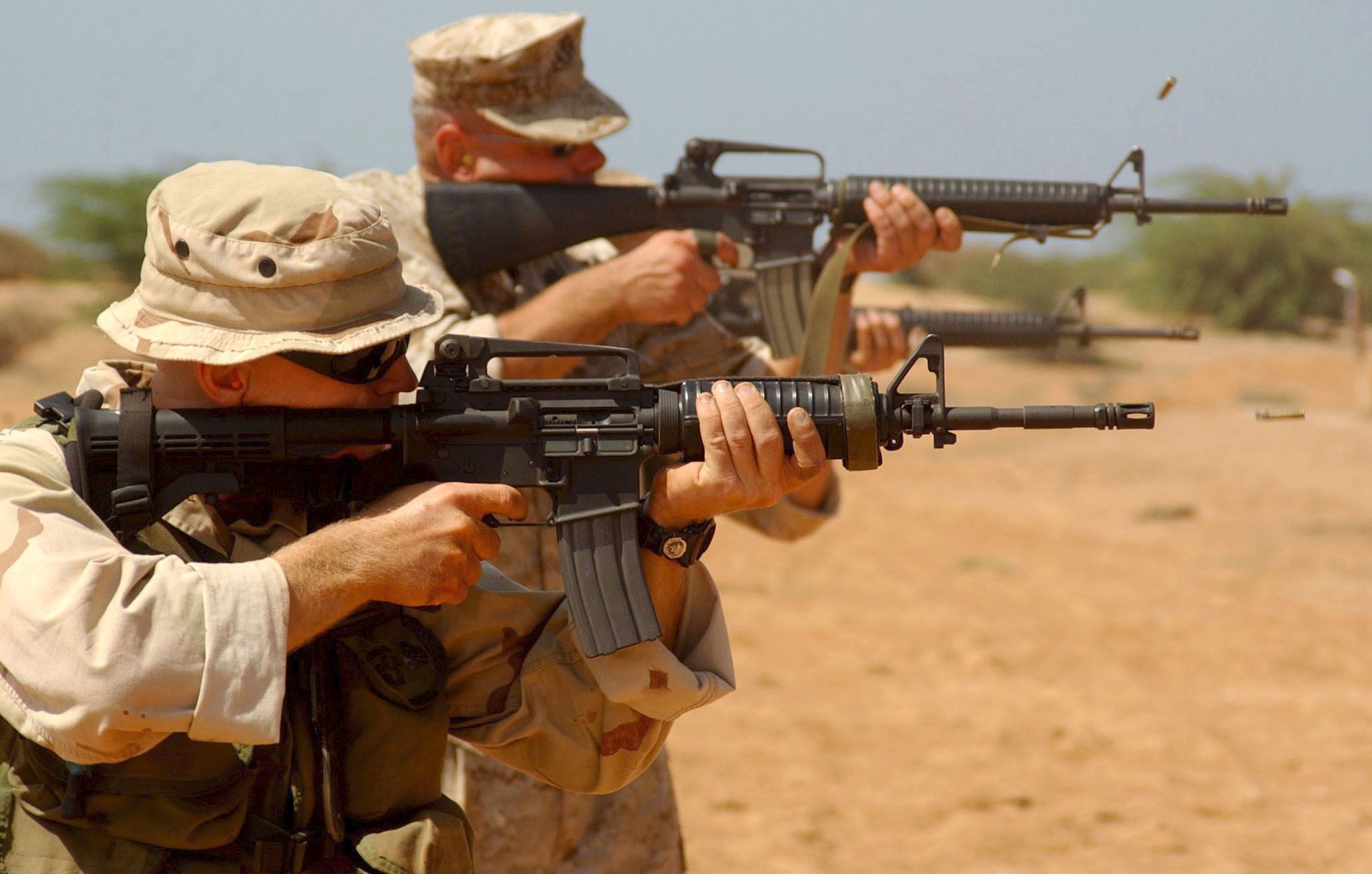
تدريب بالذخيرة الحية على الرماية والتعامل مع الأسلحة في مارس 2003، كجزء من قوة العمل المشتركة الموحدة في القرن الأفريقي.

تتمثل مهمة قوة العمل المشتركة الموحدة في القرن الأفريقي في إجراء عمليات في منطقة العمليات المشتركة المختلطة لتعزيز قدرة الدولة الشريكة، وتعزيز الأمن والاستقرار الإقليمي، والقضاء على الصراع، وحماية مصالح الولايات المتحدة وقوات التحالف.
وتتألف فرقة العمل المشتركة المختلطة من حوالي 2000 جندي من الرجال والنساء من الجيش الأمريكي والدول الحليفة. وحاليًا، تتميز فرقة العمل بمنطقة اهتمام مخصصة تتضمن السودان والصومال وجيبوتي وإثيوبيا وإريتريا وسيشيل وكينيا. وخارج منطقة العمل المشتركة المختلطة تلك، تجري الفرقة عمليات في موريشيوس وجزر القمر وليبيريا ورواندا وأوغندا وتنزانيا.
وتندرج عمليات فرقة العمل المشتركة المختلطة ضمن ما أطلق عليه الجيش الأمريكي «الاقتراب غير المباشر» مع التركيز على الاشتباكات العسكرية-العسكرية والعمليات العسكرية المدنية والاشتباكات المهمة التي يشترك في إعدادها وتنفيذها القادة، وتوفير الدعم لتمكين الدول الشريكة. فهي توفر المساعدة على المدى القصير عن طريق حفر الآبار للحصول على المياه النظيفة، وبناء المدارس الوظيفية، وتحسين الطرق والمرافق الطبية. وتشمل الأهداف طويلة الأجل العمل مع الدول الشريكة لتحسين الاستقرار والأمن الوطني والإقليمي. ويزداد الاستقرار الإقليمي عن طريق عمليات بناء القدرات مثل الشؤون المدنية والتدريب العسكري-العسكري؛ والدعم الهندسي والإنساني؛ وبرنامج الأعمال المدنية الطبي والأسناني والبيطري (MEDCAP وDENTCAP وVETCAP)؛ والتدريب الأمني للمناطق الحدودية والساحلية. وتتألف فرقة العمل المشتركة المختلطة بالقرن الإفريقي من حوالي 1800 موظف من كل فرع من فروع الجيش الأمريكي، والموظفين المدنيين، وممثلي التحالف والدول الشريكة.

## القادة
- نوفمبر 2002 إلى أغسطس 2003 – قوات مشاة بحرية الولايات المتحدة اللواء جون إف. ساتلر[3] (كانت مقار فرقة العمل، والتي كانت تتواجد في البداية على جبل ماونت ويتني، تتألف من عنصر من مقار فرقة المشاة الثانية وقوة مشاة البحرية الثانية.)[4]
- 17 مايو 2005 إلى 12 إبريل 2006 – اللواء بقوات مشاة البحرية الأمريكية تيموثي جورملي
- 12 أبريل 2006 إلى 14 فبراير 2007 – بحرية الولايات المتحدة اللواء البحري ريتشارد دبليو هانت[5] (اختيرت بعض عناصر المقار من القيادة، حاملة مجموعة الهجوم السادسة)
- 14 فبراير 2007 إلى 3 فبراير 2008 – اللواء البحري جيمس إم. هارت في بحرية الولايات المتحدة[6]
- 8 فبراير 2008 إلى 5 فبراير 2009 – اللواء البحري فيليب جرين، الابن بالبحرية الأمريكية[7]
- 5 فبراير 2009 إلى 27 مارس 2010 – اللواء البحري أنتوني إم كورتا بالبحرية الأمريكية
- 27 مارس 2010 إلى 19 مايو 2011 – اللواء بالبحرية الأمريكية برايان لوسلي
- 11 مايو 2011 إلى 26 مايو 2012 – اللواء بالبحرية الأمريكية مايكل فرانكن
- 26 مايو 2012 إلى 28 مارس 2013 – اللواء بالجيش الأمريكي رالف بيكر[8]

## معلومات تاريخية

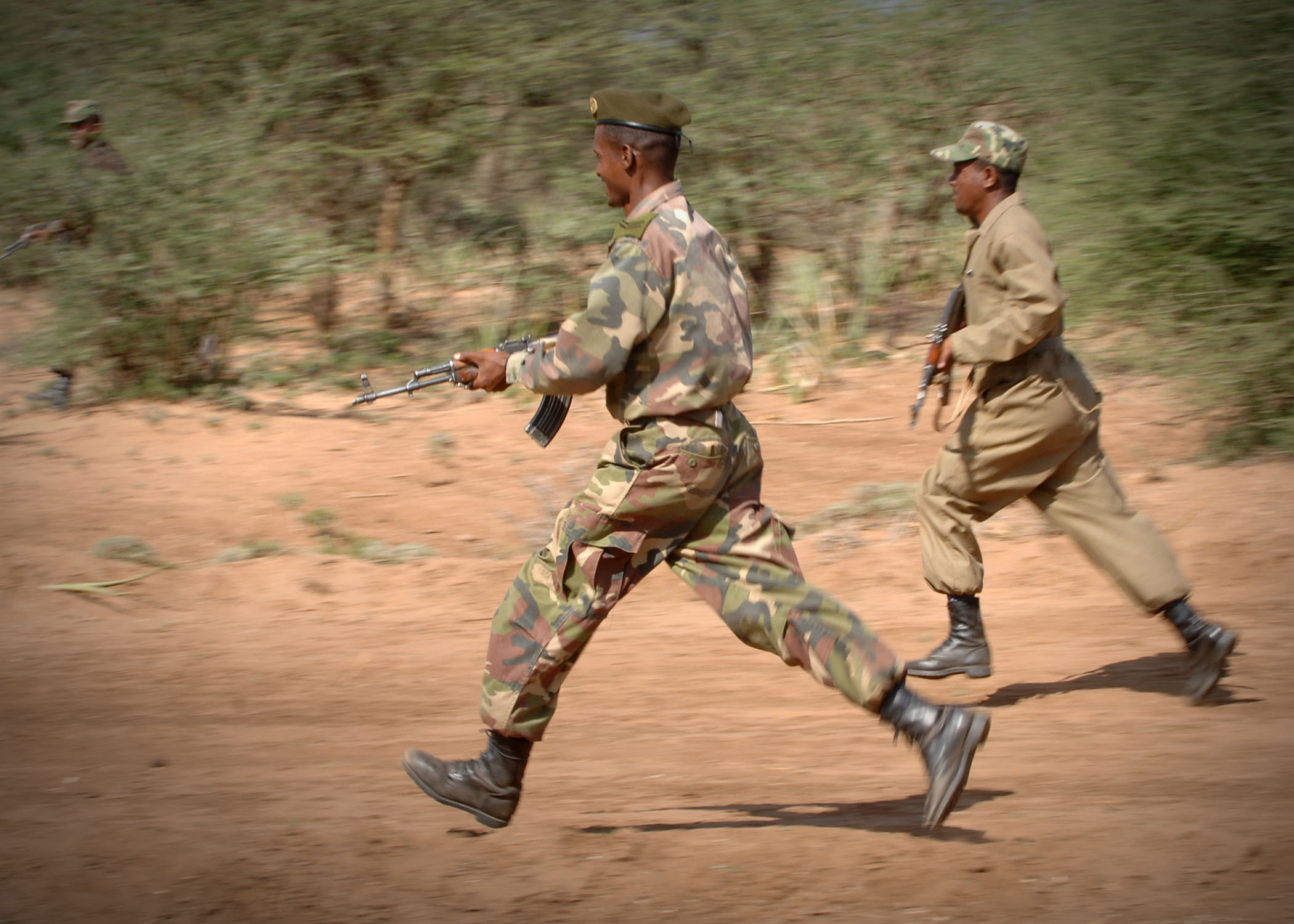
إثيوبيون يتدربون على تقنيات الكمين أثناء تدريب فرقة العمل المشتركة المختلطة بالقرن الإفريقي في ديسمبر 2006.

تأسست فرقة العمل المشتركة المختلطة بالقرن الإفريقي في كامب ليجون، بنورث كارولينا بتاريخ 19 أكتوبر 2002. وفي نوفمبر 2002، انطلق طاقم العمل إلى المنطقة على متن حاملة الطائرات يو إس إس ماونت ويتني ووصل إلى القرن الإفريقي في 8 ديسمبر 2002. وقد عملت الفرقة من جبل ماونت ويتني حتى 13 مايو 2003، عندما انتقلت البعثة إلى معسكر الشاطئ المعروف باسم معسكر ليمونير في مدينة جيبوتي، جيبوتي. ومنذ ذلك الحين، بنى أفراد الفرقة المدارس والعيادات والمستشفيات؛ وأجروا عشرات البرامج الطبية والبيطرية والمتعلقة بطب الأسنان؛ وقاموا بحفر وتجديد أكثر من 113 بئر مياه؛ كما قاموا بتدريبات بالتعاون مع جيوش البلد الشريك.
وفي يناير 2004، كان لدى العميد ماستين روبنسون بقوات مشاة البحرية بالولايات المتحدة، وقائد الفرقة فيما بعد، دعمًا من الموظفين الطبيين والإداريين من المشاة والبحرية والجيش والقوات الجوية وسرية جنود البحرية المتنقلة بأربع طائرات هليكوبتر من طراز سي إتش-53 سوبر ستاليونز، وسرية مشاة الجيش الأمريكي، وسرية الشؤون المدنية بالجيش الاحتياطي الأمريكي، وطائرات الشحن التابعة للبحرية، والمهندسين الحربيين، ووحدة العمليات الخاصة، وكل هذا كان تحت إمرته.
بالإضافة إلى ذلك، ساعد أفراد الفرقة في بعثات المساعدات الإنسانية، بما في ذلك جهود الإنقاذ بعد انهيار مبنى من أربعة طوابق في كينيا عام 2006، وفي غرق عبارة ركاب في جيبوتي عام 2006، وأثناء الفيضانات في كل من إثيوبيا وكينيا عام 2006. وساعد أفراد الفرقة حكومة أوغندا في تحديد مكان طائرة النقل الروسية IL-76 واستعادة حطامها الذي سقط في بحيرة فيكتوريا في أوائل عام 2009.

### التحول إلى القيادة الإفريقية الأمريكية

الجيش الجيبوتي يقدم الرائد أحمد سعيد جودي خطاب تقدير لمساعد أول قائد فرقة العمل المشتركة المختلطة بالقرن الإفريقي والقيادة الإفريقية الأمريكية سكوت مايكو في سبتمبر 2011.

في 1 أكتوبر 2008، تم نقل مسؤولية فرقة العمل من القيادة المركزية الأمريكية إلى القيادة الإفريقية الأمريكية (USAFRICOM)، لأن هذه الأخيرة تولت السلطة على مسرح العمليات الإفريقي.